# Серохвостов, Даниил Русланович
Даниил Русланович Серохвостов (род. 4 апреля 1999, г. Барнаул) — российский биатлонист. Выступает за сборную России. Победитель и призёр этапов Кубка мира. Чемпион России в спринте.

## Биография
Родители тренеры Заринской ДЮСШ Руслан Яковлевич Серохвостов и Дария Дариковна Мурзина поставили Даниила на лыжи в три года. А первый раз в биатлоне Серохвостов себя попробовал в 13 лет.

### Юниорская карьера
29 января 2020 Серохвостов выиграл золото юниорского чемпионата мира в Ленцерхайде в эстафете. Участник юниорского чемпионата мира в 2021 года в Обертиллиахе, где выступил неудачно — не попал в десятку в личных гонках и был десятым в эстафете. Призёр этапов юниорского Кубка IBU (Поклюка, декабрь 2019).

### Взрослая карьера
На «Ижевской винтовке-2020» вышел на старт в одной гонке — стал пятым с двумя промахами в спринте.
После этого Серохвостов в январе 2021 года выступал на этапе Кубка IBU в Арбере. Лучший показатель в личной гонке — 6-е место в спринте. Стал победителем этапа Кубка IBU в смешанной эстафете.
В сезоне 2021/22 дебютировал на Кубке мира на этапе в Эстерсунде 27 ноября 2021 года, заняв 15-е место в индивидуальной гонке. На том же этапе впервые попал на пьедестал Кубка мира, заняв третье место в эстафете, этот же результат повторил на следующем этапе в Хохфильцене. Затем в Рупольдинге одержал победу в мужской эстафете.
Сезон 2021/2022
- 4 декабря 2021 года занял третье место в эстафете на этапе Кубка мира в Эстерсунде.
- 12 декабря 2021 года занял третье место в эстафете на этапе Кубка мира в Хохфильцене.
- 15 января 2022 года занял первое место в эстафете на этапе Кубка мира в Рупольдинге.
- 23 января 2022 года занял второе место в эстафете на этапе Кубка мира в Антхольце.

## Статистика выступлений в Кубке мира
На счету Даниила Серохвостова 4 призовых места:
Олимпийские игры
| Олимпийские игры | Индивид. гонка | Спринт | Преследование | Масс-старт | Эстафета | Смешанная эстафета |
| ---------------- | -------------- | ------ | ------------- | ---------- | -------- | ------------------ |
| 2022 Пекин       | —              | 20     | 39            |            |          | —                  |

#### Первые места в гонках
| #  | Дата           | Место      | Вид      | Стрельба | Примечания |
| -- | -------------- | ---------- | -------- | -------- | ---------- |
| 1. | 15 января 2022 | Рупольдинг | Эстафета | 0+0 0+2  | Кубок мира |

#### Вторые места в гонках
| #  | Дата           | Место    | Вид      | Стрельба | Примечания |
| -- | -------------- | -------- | -------- | -------- | ---------- |
| 1. | 23 января 2022 | Антхольц | Эстафета | 0+0 0+1  | Кубок мира |

#### Третьи места в гонках
| #  | Дата            | Место Эстерсунд | Вид               | Стрельба | Сек     | Победитель | Примечания |
| -- | --------------- | --------------- | ----------------- | -------- | ------- | ---------- | ---------- |
| 1. | 4 декабря 2021  | Эстерсунд       | Эстафета (2 этап) | 0+1 1+0  | +1:14.5 | Норвегия   | Кубок мира |
| 2. | 12 декабря 2021 | Хохфильцен      | Эстафета (2 этап) | 0+1 0+1  | +47,3   | Норвегия   | Кубок мира |

| \| 2021/2022 Итоги \| 2021/2022 Итоги \| Эстерсунд \| Эстерсунд \| Эстерсунд \| Эстерсунд \| Эстерсунд \| Хохфильцен \| Хохфильцен \| Хохфильцен \| Анси \| Анси \| Анси \| Оберхоф \| Оберхоф \| Оберхоф \| Оберхоф \| Рупольдинг \| Рупольдинг \| Рупольдинг \| Антхольц \| Антхольц \| Антхольц \| ОИ Пекин (*) \| ОИ Пекин (*) \| ОИ Пекин (*) \| ОИ Пекин (*) \| ОИ Пекин (*) \| ОИ Пекин (*) \| Контиолахти \| Контиолахти \| Контиолахти \| Отепя \| Отепя \| Отепя \| Отепя \| Хольменколлен \| Хольменколлен \| Хольменколлен \| \| Очков \| Место \| Инд \| Спр \| Спр \| Эст \| Пр \| Спр \| Пр \| Эст \| Спр \| Пр \| МС \| Спр \| См \| Осм \| Пр \| Спр \| Эст \| Пр \| Инд \| МС \| Эст \| См \| Инд \| Спр \| Пр \| Эст \| МС \| Эст \| Спр \| Пр \| Спр \| МС \| См \| Осм \| Спр \| Пр \| МС \| \| 223 \| 31 \| 15 \| 23 \| 74 \| 3 \| 31 \| 62 \| — \| 3 \| 18 \| 23 \| 26 \| 8 \| — \| — \| 11 \| 23 \| 1 \| 17 \| — \| — \| 2 \| — \| — \| 20 \| 39 \| — \| — \| — \| — \| — \| — \| — \| — \| — \| — \| — \| — \| |                 |           |           |           |           |           |            |            |            |      |      |      |         |         |         |         |            |            |            |          |          |          |              |              |              |              |              |              |             |             |             |       |       |       |       |               |               |               |
| Инд — индивидуальная гонка Пр — гонка преследования Спр — спринт МС — масс-старт Эст — эстафета См — смешанная эстафета Сусм — одиночная смешанная эстафета DNS — спортсмен был заявлен, но не стартовал DNF — спортсмен стартовал, но не финишировал DSQ — спортсмен финишировал, но дисквалифицирован LAP — спортсмен по ходу гонки (для гонок преследования и масс-стартов) отстал от лидера более чем на круг и был снят с трассы — — спортсмен не участвовал в этой гонке |                 |           |           |           |           |           |            |            |            |      |      |      |         |         |         |         |            |            |            |          |          |          |              |              |              |              |              |              |             |             |             |       |       |       |       |               |               |               |
| 2021/2022 Итоги | 2021/2022 Итоги | Эстерсунд | Эстерсунд | Эстерсунд | Эстерсунд | Эстерсунд | Хохфильцен | Хохфильцен | Хохфильцен | Анси | Анси | Анси | Оберхоф | Оберхоф | Оберхоф | Оберхоф | Рупольдинг | Рупольдинг | Рупольдинг | Антхольц | Антхольц | Антхольц | ОИ Пекин (*) | ОИ Пекин (*) | ОИ Пекин (*) | ОИ Пекин (*) | ОИ Пекин (*) | ОИ Пекин (*) | Контиолахти | Контиолахти | Контиолахти | Отепя | Отепя | Отепя | Отепя | Хольменколлен | Хольменколлен | Хольменколлен |
| Очков | Место           | Инд       | Спр       | Спр       | Эст       | Пр        | Спр        | Пр         | Эст        | Спр  | Пр   | МС   | Спр     | См      | Осм     | Пр      | Спр        | Эст        | Пр         | Инд      | МС       | Эст      | См           | Инд          | Спр          | Пр           | Эст          | МС           | Эст         | Спр         | Пр          | Спр   | МС    | См    | Осм   | Спр           | Пр            | МС            |
| 223 | 31              | 15        | 23        | 74        | 3         | 31        | 62         | —          | 3          | 18   | 23   | 26   | 8       | —       | —       | 11      | 23         | 1          | 17         | —        | —        | 2        | —            | —            | 20           | 39           | —            | —            | —           | —           | —           | —     | —     | —     | —     | —             | —             | —             |

### Места в общем зачёте Кубка мира
| Сезон     | Место |
| --------- | ----- |
| 2021/2022 | 31    |

### Результаты сезонов
| Сезон     | Возраст | Общий         | Индивидуальная | Спринт       | Преследование | Масс-старт    |
| --------- | ------- | ------------- | -------------- | ------------ | ------------- | ------------- |
| 2021/2022 | 22      | 31 (223 очка) | 28 (26 очков)  | 29 (93 очка) | 33 (70 очков) | 42 (10 очков) |